# Муранское стекло

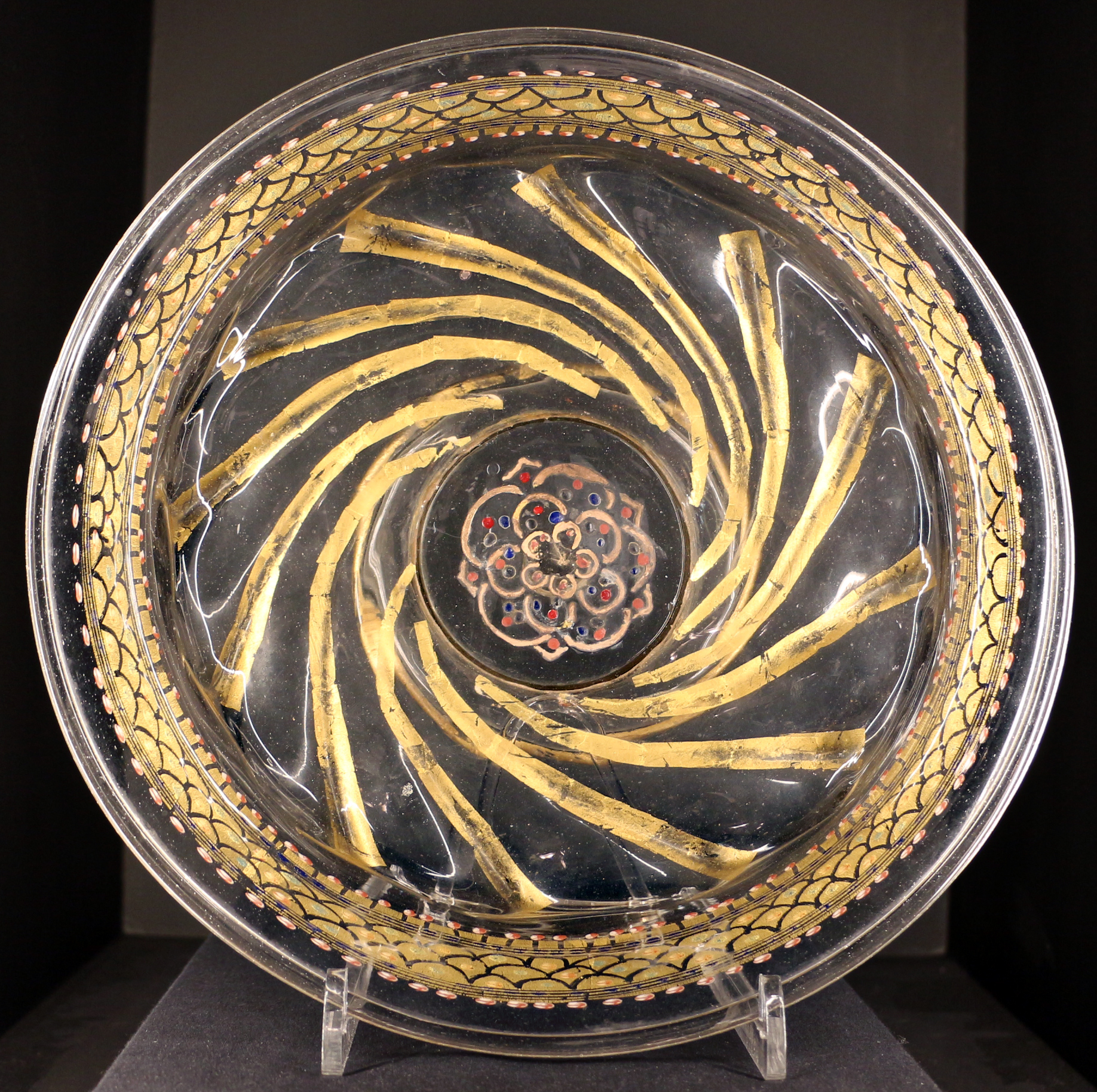
Блюдо муранского стекла. Техника межстеклянного золочения. Ок. 1510 г.

Муранское (венецианское) стекло (итал. Vetro di Murano, Vetro di Venezia) — историко-региональная разновидность декоративно-прикладного искусства: изделий из стекла, изготовляемых по старинным технологиям, сложившимся и достигшим наивысшего технического и художественного уровня на острове Мурано в Венецианской лагуне. Венецианские стеклоделы традиционно используют наиболее пластичное натриево-известковое стекло, искусно декорируя изделия с использованием различных техник «горячего» формования, а также росписью, золочением, гравировкой и травлением. Производство сосредоточено на венецианском острове Мурано с XIII века. Муранское стекло имеет долгую историю, а также уникальную славу. В XV—XVI веках остров Мурано был главным центром художественного стеклоделия в Европе. Позднее муранские стеклоделы стали лучшими производителями зеркал в Европе.

## История
Ключевым моментом в истории венецианского стекла стал XIII век. Стекло в Венеции изготавливали и до этого, но оно мало отличалось от стекла, производившегося в других европейских странах. В Средневековье стеклянные изделия, в частности лесное стекло, или «вальдглас», расписывали разноцветными эмалями и люстром. В мастерских на севере Италии по древнеримской технологии изготавливали муррины (лат. murrina). Наиболее простой способ изготовления таких «пёстрых сосудов» — обкатывание горячей стеклянной заготовки в разноцветной стеклянной крошке. Затем набирают тонкий поверхностный слой прозрачного стекла и заканчивают формование изделия. «Мозаичный узор» остаётся внутри, между стенок сосуда. Аналогичным образом между слоями стекла помещали ажурный рисунок из металлической фольги. В Византии и западноевропейском Средневековье в технике «межстеклянного золочения» изготавливали кубки с портретными медальонами и посвятительными надписями на дне.
После осады и взятия Константинополя крестоносцами в 1204 году многие византийские мастера бежали в Италию, прежде всего в Равенну, Милан и Венецию (до 805 года Венеция входила в состав Византийской империи). После завоевания о. Сицилия французскими войсками и антифранцузского восстания «Сицилийская вечерня» (1282), в результате которого власть перешла к Арагонскому дому, многие арабские мастера — керамисты, мозаичисты, стеклодувы — вынуждены были эмигрировать на север. Второй подъём венецианского стеклоделия связан с окончательным падением Византии под натиском турок в 1453 году и массовым исходом греческих и арабских мастеров из стран Востока на Запад. Кроме византийских смальт, украсивших базилику Святого Марка, в Венеции получило развитие искусство выдувных сосудов из прозрачного стекла.
Вначале стекольные мастерские располагались в самой Венеции, но производство стекла, связанное с огнём, грозило пожарами деревянным постройкам города. Поэтому в конце XIII века было принято решение перенести мастерские вначале за черту города, а потом и вовсе на отдельный остров. Именно с тех пор Мурано стал центром производства знаменитого венецианского стекла.
Венецианская республика вела широкую торговлю со странами Запада и Востока, и одним из предметов этой торговли было муранское стекло. Получая от продаж немалую прибыль, Венеция стремилась держать в тайне секреты производства, чему как нельзя лучше способствовала изоляция мастеров-стеклодувов на острове. Чужаки не имели права заниматься производством стекла в Мурано, мастерскую могли основать только потомственные мастера: сыновья владельцев других местных фабрик.
Венецианский сенат строжайшими указами оберегал достояние республики — секреты стекольного мастерства. Вывоз сырья за пределы Венеции был запрещён, разглашение технологий производства каралось тюрьмой или смертью. Однако наряду с этим стеклодувам предоставлялись и особые привилегии, дабы удержать их на острове. Самой почётной из них была та, что дочери главных муранских стеклоделов имели право выходить замуж за венецианских патрициев, и при этом их потомство сохраняло дворянские титулы. Это было особенно удивительно для такой страны, как Венецианская республика, где знать жёстко охраняла свои аристократические привилегии.

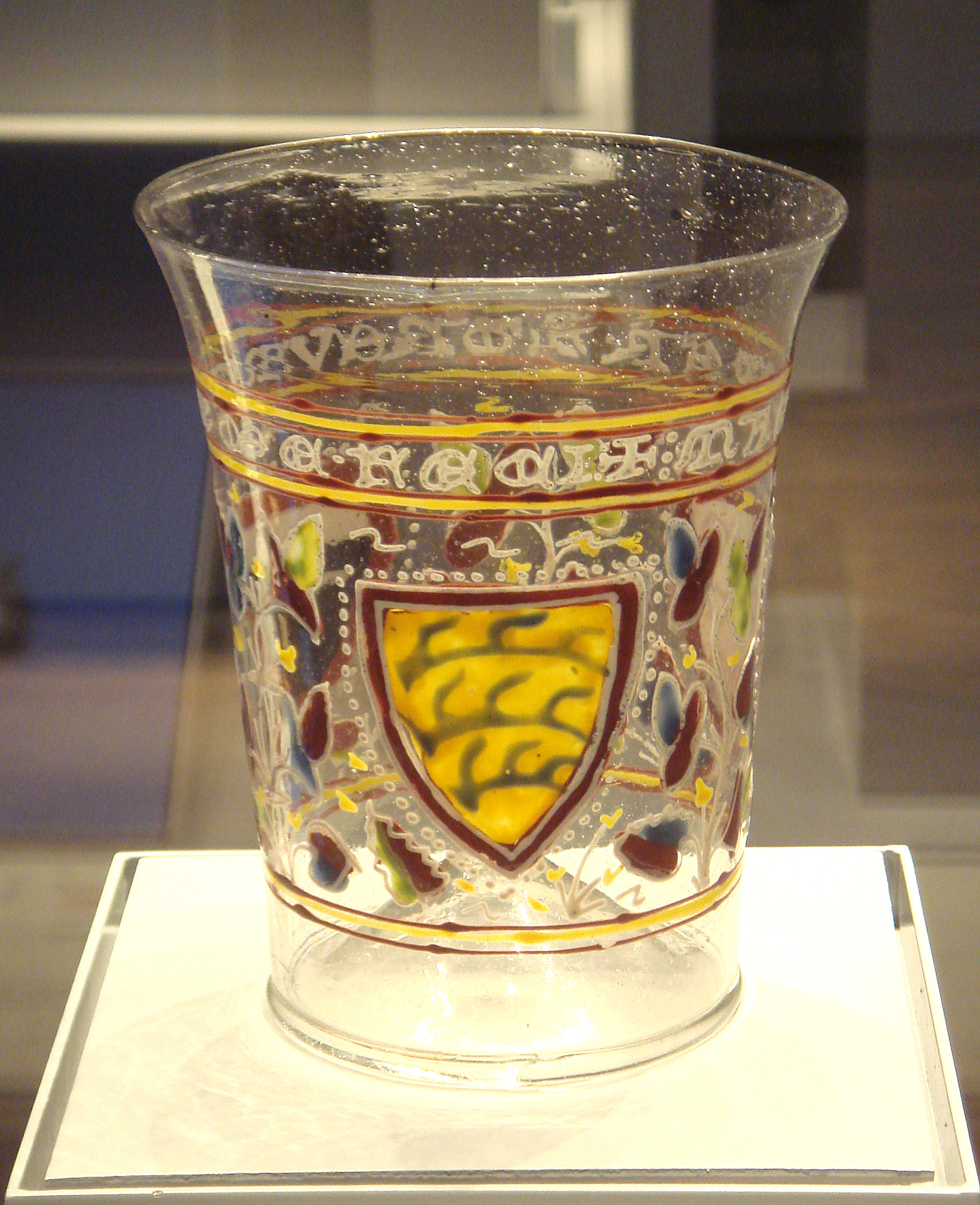
Стакан из муранского стекла с росписью эмалями. Около 1330 г.

За несколько столетий с XIII по XVI век, муранские мастера сумели довести искусство стеклоделия почти до невозможного — до предела технической изощрённости и причуд художественной фантазии. Именно в этот период изобретённая в Сирии в I в. н. э. стеклодувная трубка стала художественным инструментом. Венецианское стекло замечательно тонкостью, прозрачностью и пластичностью. Эти качества обеспечивались длительным совершенствованием технологии: чистотой производства и высокой температурой варки содового стекла. XIV—XV века — время расцвета венецианского стекла. В этот период оно уже широко известно и высоко ценится во всей Европе; стеклянные изделия венецианские дожи преподносят в качестве ценного подарка знатным гостям города. В это же время вырабатываются и определённые каноны изготовления стеклянных изделий, появляются устойчивые формы различных сосудов.
Выдающимся муранским мастером был Анжело Баровьери, или Баровье (Angelo Barovier, ? —1460), родом из Тревизо; около 1291 года его предки поселились на Мурано, когда закон Республики предписал сосредоточить на острове все стекловаренные печи. За своё мастерство, главным образом в росписи стекла, он снискал себе прозвание «короля стекла и мозаики». Много работал для семей Медичи во Флоренции и Сфорца в Милане. Известен также под именем Аньоло да Мурано (Agnolo da Murano). Технику росписи стекла эмалями и золотом он заимствовал у стеклоделов Сирии. Старейшим известным представителем этой семьи потомственных мастеров является Якобелло (род. около 1295 г.), сыновья которого Антонио и Бартоломео указаны в документах 1348 года как фиолари (fiolari): так в средневековой Венеции называли стеклоделов. Сын Бартоломео, Якопо, которого помнят как мастера-стеклодува и мастера по обжигу, был отцом Анджело.

## Технологии изготовления

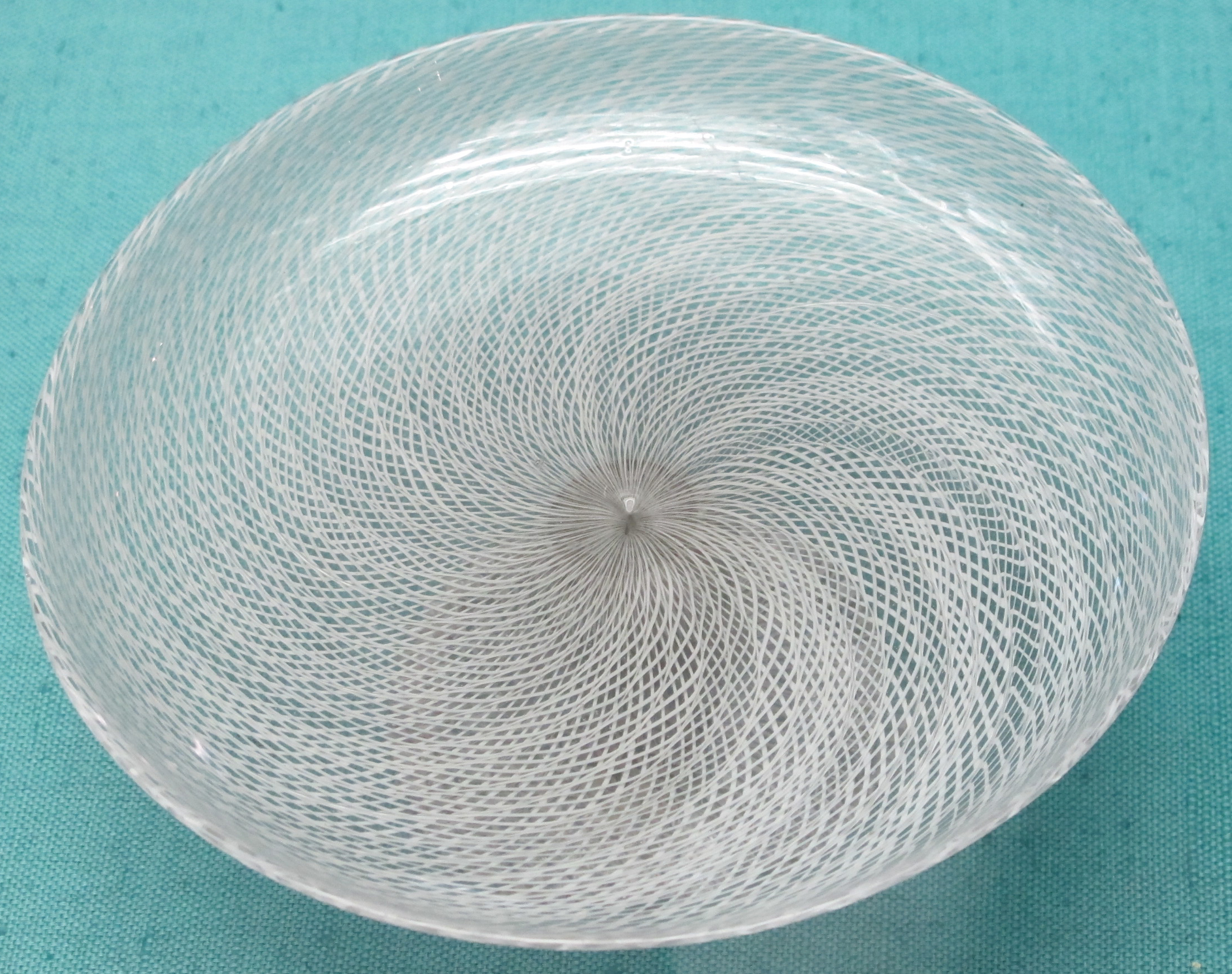
Блюдо. Стеклянная вить. XVI в.

«Стеклянная вить». Наиболее знамениты венецианские «сетчатые» изделия (итал. Vetro di reticelli), в русскоязычной традиции «стеклянная вить». Другое название этой техники — филигрань. Последнее название является неточным, поскольку термин «филигрань» (итал. filigrana, из лат. filum — нить и granum — зерно) правильнее относить к декору изделий из металла (в русской традиции «скань» и «зернь»). Красота «филигранных» изделий из стекла состоит в переплетении тончайших белых нитей, вплавленных внутрь стенок сосуда. Секрет этой техники довольно прост, но требует мастерства и значительной пластичности стеклянной массы, которую в то время могли достигать только венецианские мастера. Вначале необходимо изготовить молочно-белые «дротики» (венецианцы для получения белого цвета использовали оксиды олова). «Дротики» устанавливали в пустотелом «стакане», вдоль его рифлёных стенок. Затем в этот стакан помещали горячую «баночку» (заготовку, находящуюся на стеклодувной трубке) будущего изделия. «Дротики» вплавлялись, утоплялись в стенки «баночки», после чего мастер набирал ещё один слой стекла. При выдувании изделия белые «дротики», оказавшись внутри стенок сосуда, растягивались в тонкие молочные нити. При закручивании заготовки получались спиральные нити. Если же операцию повторить с закручиванием в противоположные стороны, то образуется «сеточка».
Венецианские мастера использовали сложные, орнаментированные дроты и плётеные жгуты из разноцветных нитей. При выдувании цветные нити растягивались до тончайшей, мерцающей паутины. Для человека, непосвящённого в тайны технологии, это кажется чудом.

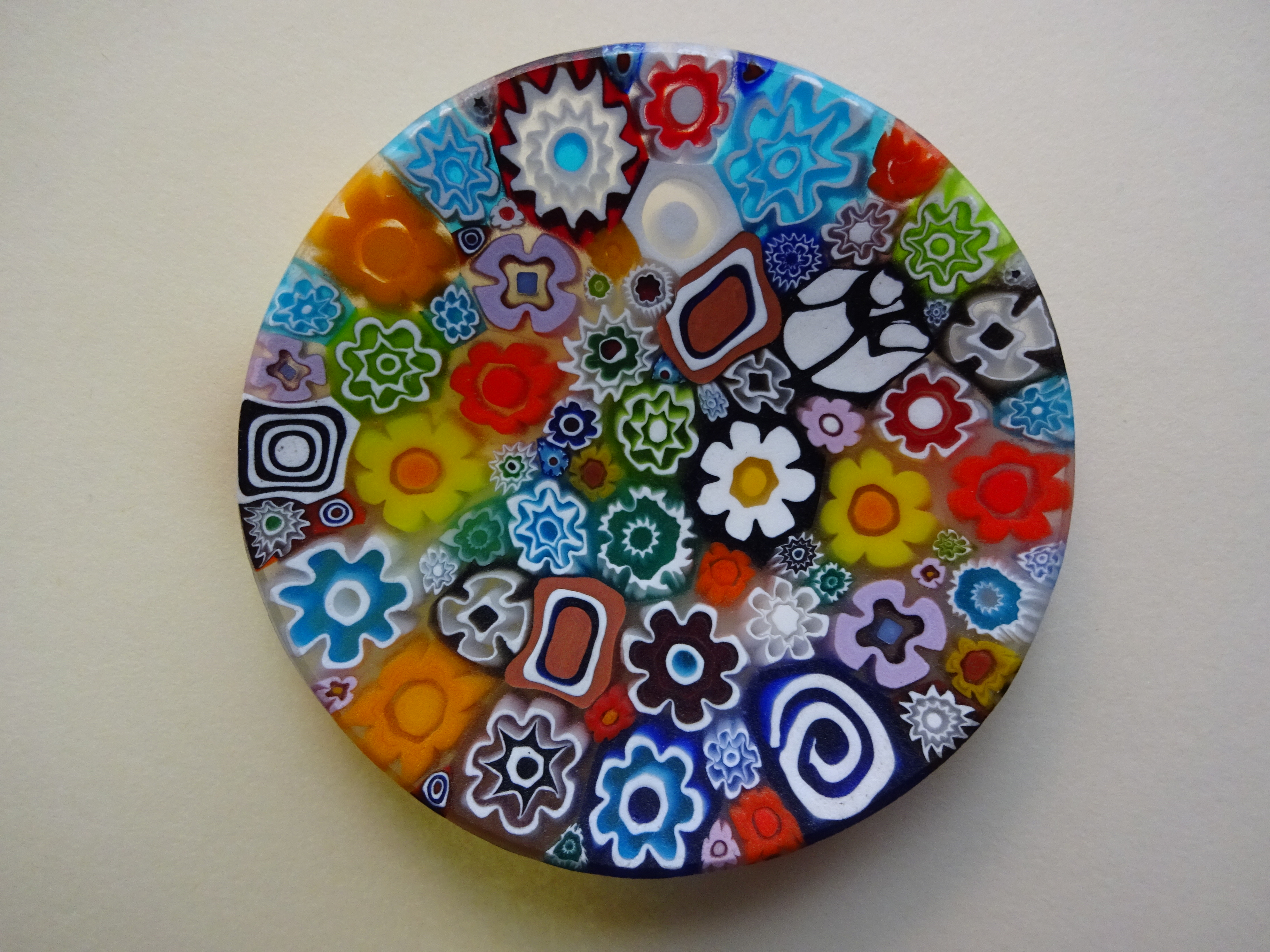
Декоративная тарелка в технике миллефиори. XXI век

«Миллефио́ри» (итал. millefiori — тысяча цветов) — разновидность изделий «мозаичного стекла», технология которых происходит от античных муррин. Основой создания изделий в технике миллефиори служат специальные стеклянные «прутики», имеющие в сечении нужный мастеру рисунок. Это может быть не только цветок, но и звезда, геометрическая фигура. Чтобы получить такую стеклянную палочку, некоторое количество расплавленного стекла наматывается на железный прут и раскатывается по плоской поверхности. Из него формируется дротик, который помещается затем в соответствующую форму. Далее мастер повторяет операцию, добавляя необходимое количество слоёв цветного стекла. Когда дротик готов (обычно он имеет около 15 см в длину и около 8 см в диаметре), он снова нагревается и к обоим его концам прикрепляются железные прутья. Затем он вытягивается, становясь похожим на длинный и тонкий карандаш. Этот «карандаш» можно скручивать, протягивать через специальные профилированные отверстия, придавая ему в поперечном сечении рифлёную или звёздчатую форму. После этого «карандаш» нарезают поперёк на сотни фрагментов: «плашек», или «шайбочек», диаметром три—пять мм, каждая из которых будет иметь на срезе заданный мастером «цветок».
Другой вариант создания узора — соединение самих стеклянных прутьев, которые сплавляются в единый пучок. Разноцветные прутья складываются так, чтобы «вязанка» имела в сечении необходимый рисунок, после чего их подвергают нагреванию. Получившийся толстый цилиндр также вытягивается и нарезается поперёк на маленькие фрагменты. Из полученной «нарезки» составляется желаемый узор. Для создания стеклянного сосуда (например, вазы) узорчатые «плашки» рассыпают на мраморной или металлической плите, в них обкатывают «баночку» (заготовку) будущего изделия. Затем набирают следующий, поверхностный слой прозрачного стекла и раздувают изделие до нужного размера. «Цветки» оказываются внутри и растягиваются в сплошное узорчатое поле «тысячи цветов». Непосвящённый в секреты мастерства человек ни за что не догадается, как это сделано. Разновидности техники миллефиори, при которых намеренно создаётся нерегулярность расположения жгутов, создают эффект причудливого узора, напоминающего природную текстуру поперечного среза малахита или агата. Отсюда названия: малахитовое, или агатовое, стекло.
«Кракле», или «льдистое» стекло (фр. craquelé, от craquer – трещать). Раскалённую «баночку» опускали в холодную воду и на её поверхности образовывалась сеть мелких трещин — кракелюр. Затем изделие ещё раз нагревали, заплавляя острые края трещин, или набирали тонкий поверхностный слой стекла, и «льдистая» поверхность сверкала внутри.
Характерным композиционным приёмом венецианских изделий является контраст простой по форме верхней части кубка или вазы с усложнённой, причудливой лепкой основания. Лепные детали — гребни, «коньки», «рыбки» — усиливали цветом. Типичными изделиями этого периода были бокалы в виде широкой чаши на узкой длинной ножке, зачастую украшенной декоративными элементами. Кроме того, мастера изготавливали сосуды причудливых форм в виде цветов, животных, птиц, гондол, колоколен.

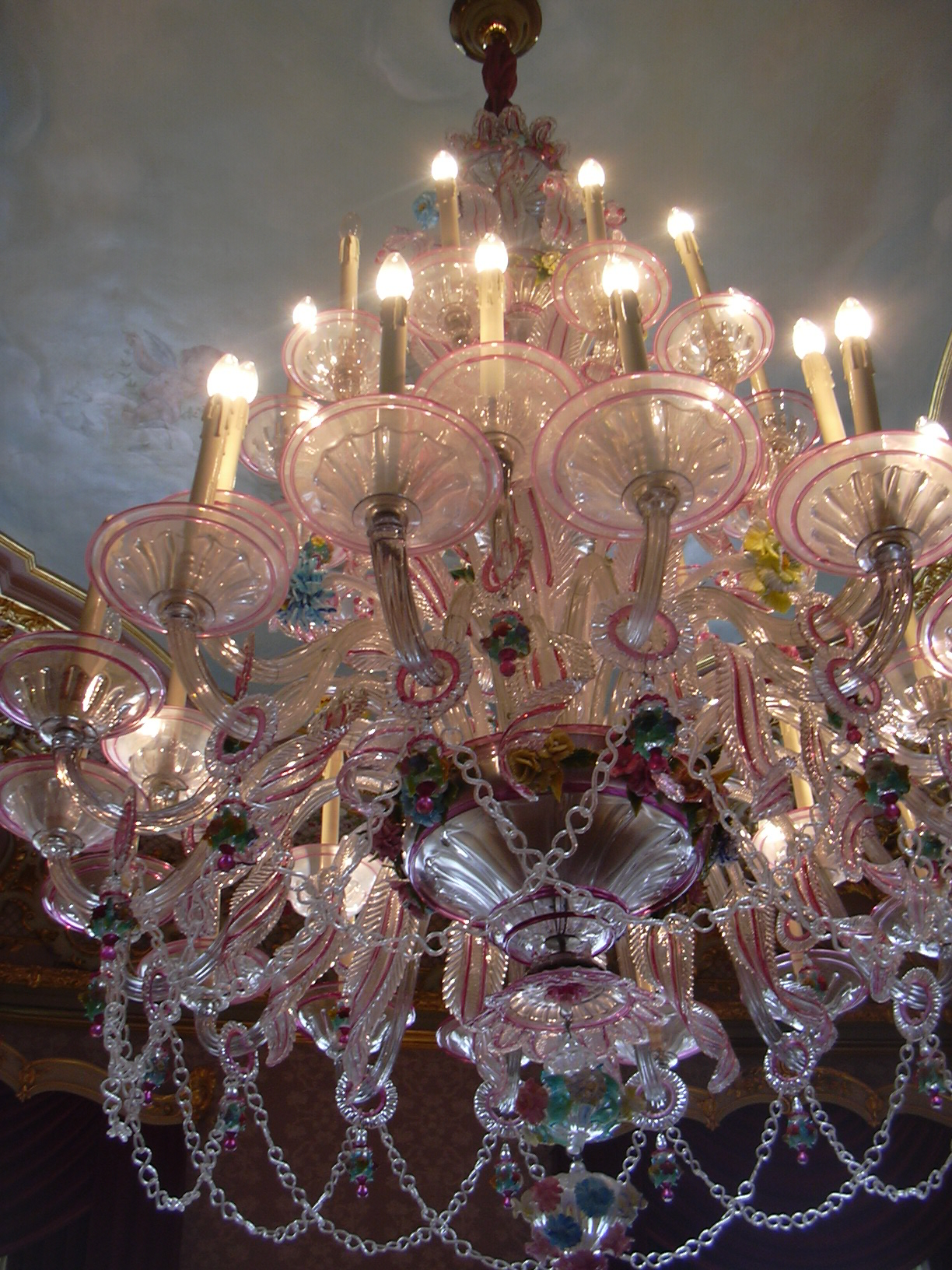
Люстра из муранского стекла

Зеркала. В 1516 году муранские стеклоделы Андреа и Доменико разработали технологию изготовления больших зеркал. Они выдували цилиндр, разрезали его вдоль и раскатывали на мраморном столе. Стеклянный лист полировали, а с обратной стороны использовали оловянную амальгаму. Тонкую оловянную фольгу также расстилали на столе и полировали ртутью. Олово растворялось и тогда накладывали стеклянный лист. Долгое время Венеция не знала соперников в изготовлении зеркал и люстр. Зеркала украшали рамами, представлявшими собой уникальные произведения искусства: из разноцветного мрамора, позолоченной бронзы с инкрустацией эмалями и драгоценными камнями. Особую гордость венецианцев составляли рамы из синего стекла с накладными стеклянными цветами, гирляндами, акантовыми листьями, женскими фигурами и головками путти. Рамы гравировали и расписывали.
В XVII веке мода на муранское стекло проходит: Европа отдаёт предпочтение гранёному богемскому стеклу. Ходовым товаром оставались только зеркала и люстры из венецианского стекла. Металл в них почти не использовался; там, где без него нельзя было обойтись, железная арматура тщательно маскировалась. Спрос на венецианские зеркала и люстры держался вплоть до XVIII столетия, когда эти люстры считались незаменимым элементом интерьеров в стиле Людовика XV.

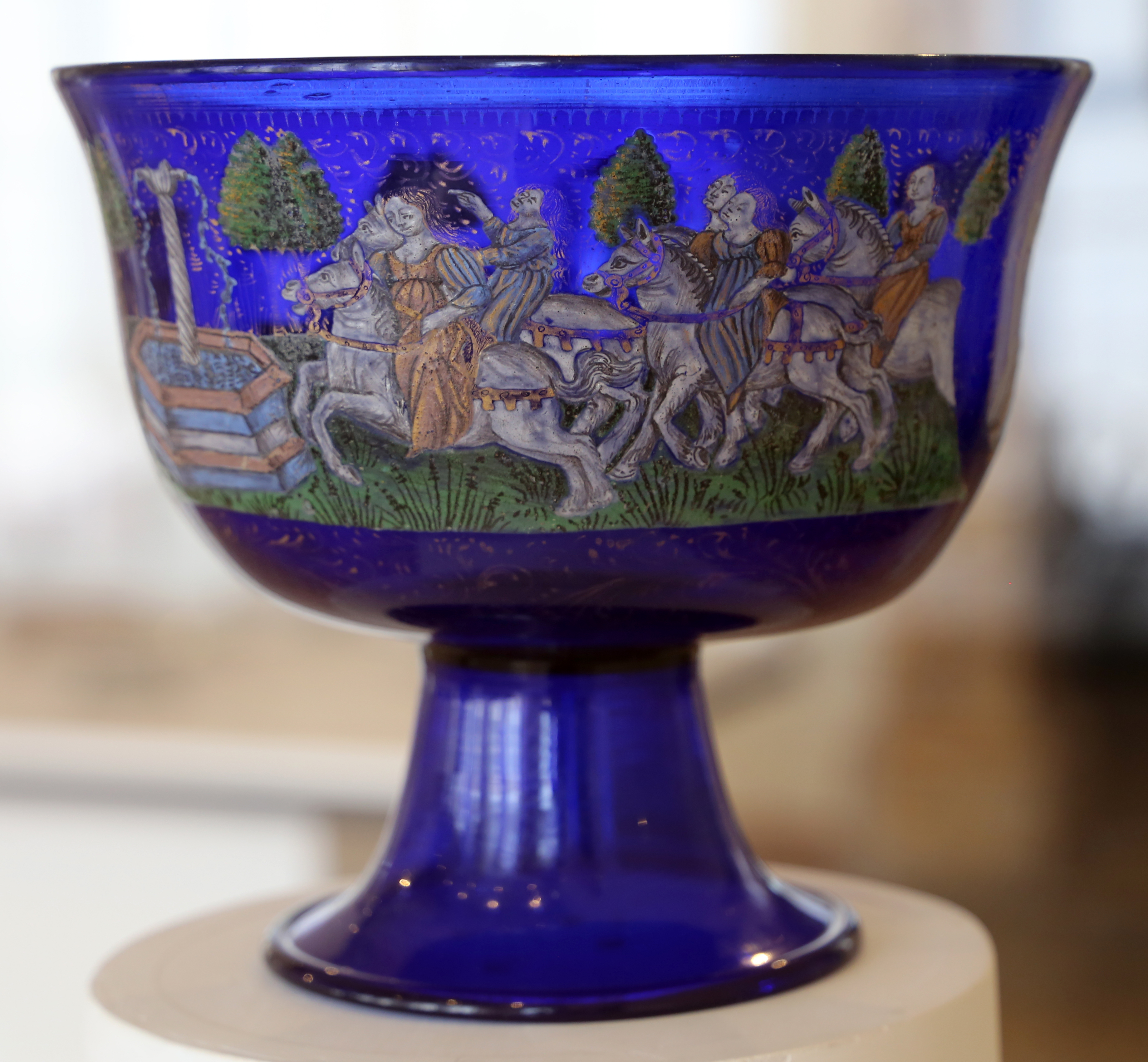
Чаша работы Анжело Баровье. Ок. 1460
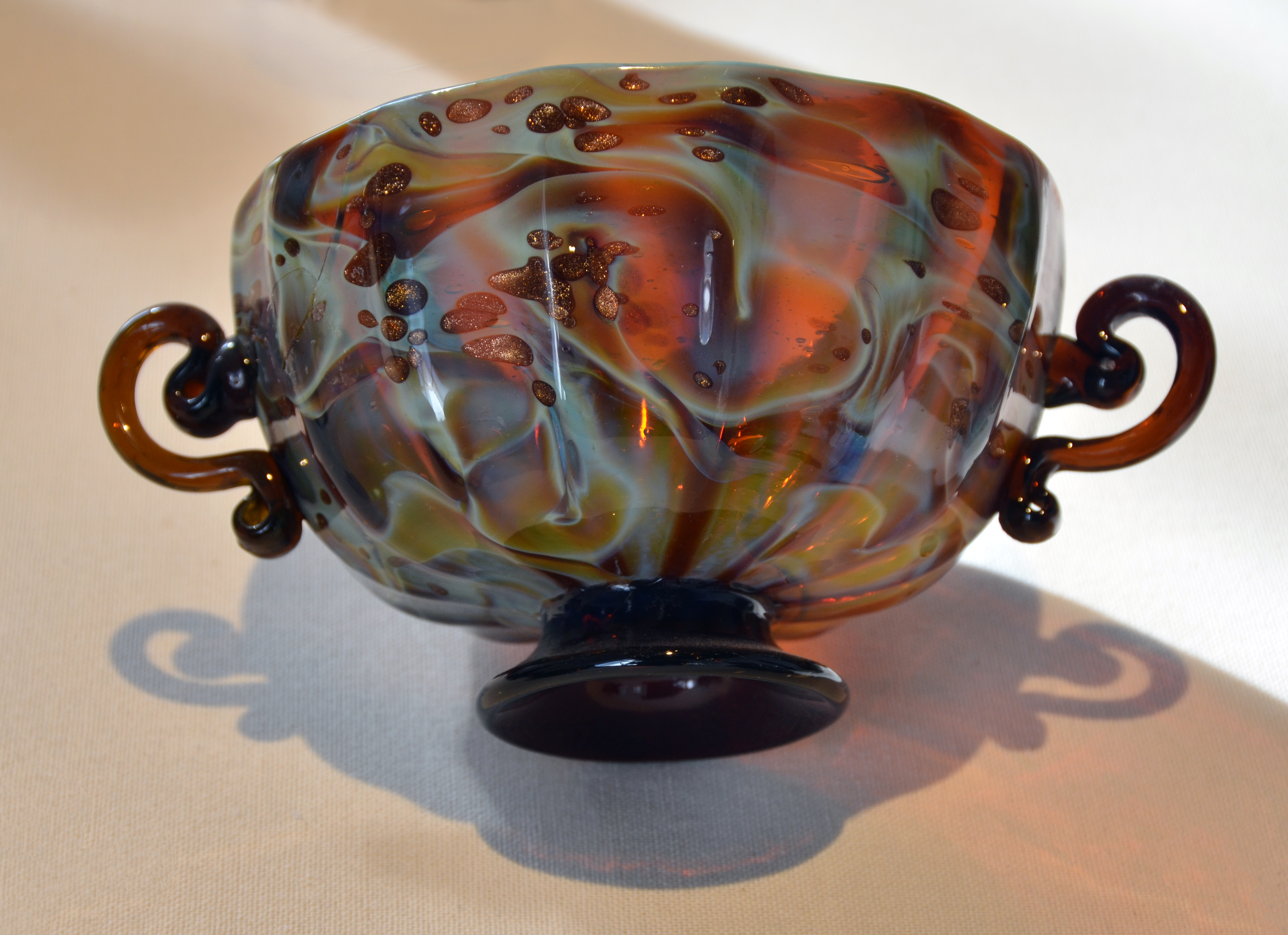
«Халцедоновая» чаша-муррина. XVII в.
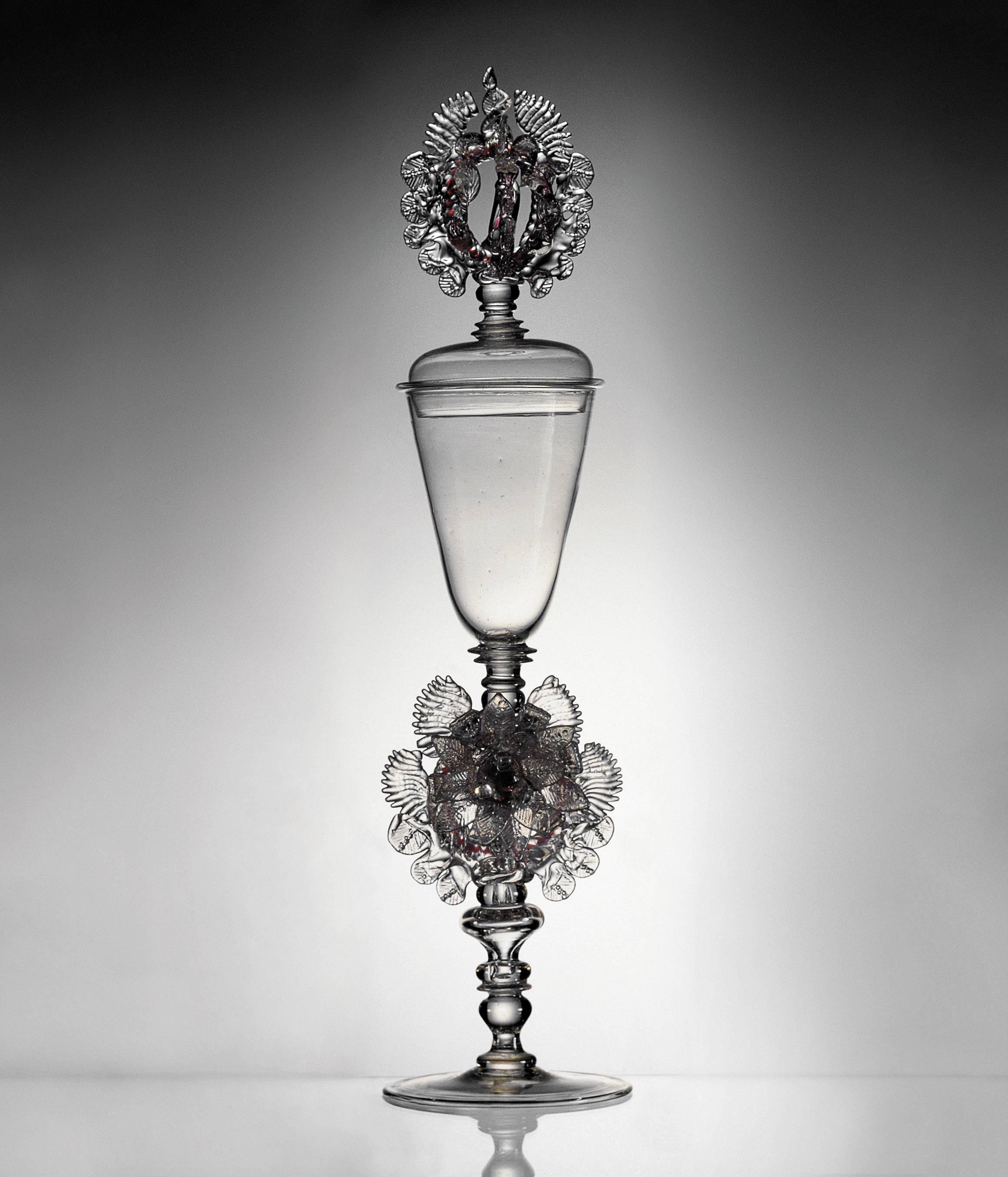
Кубок. 1675–1680
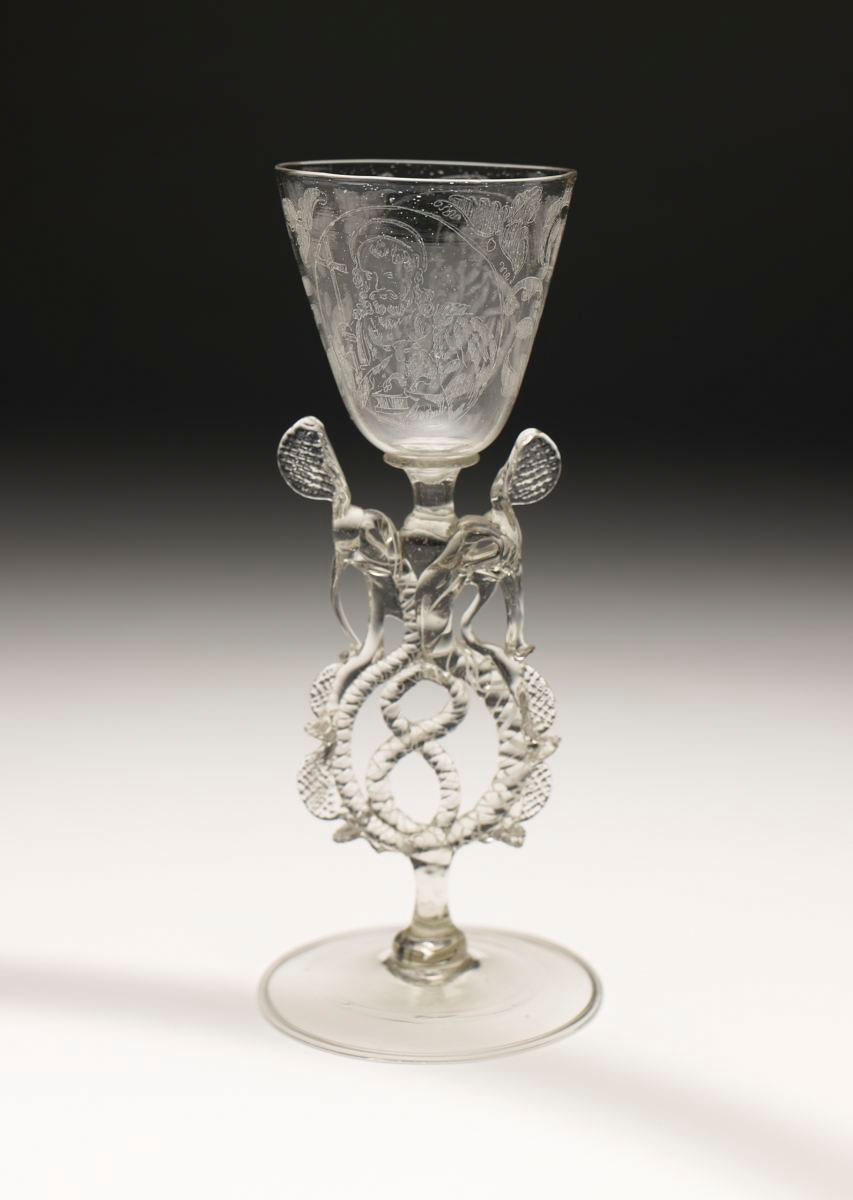
Классический венецианский кубок с гравировкой
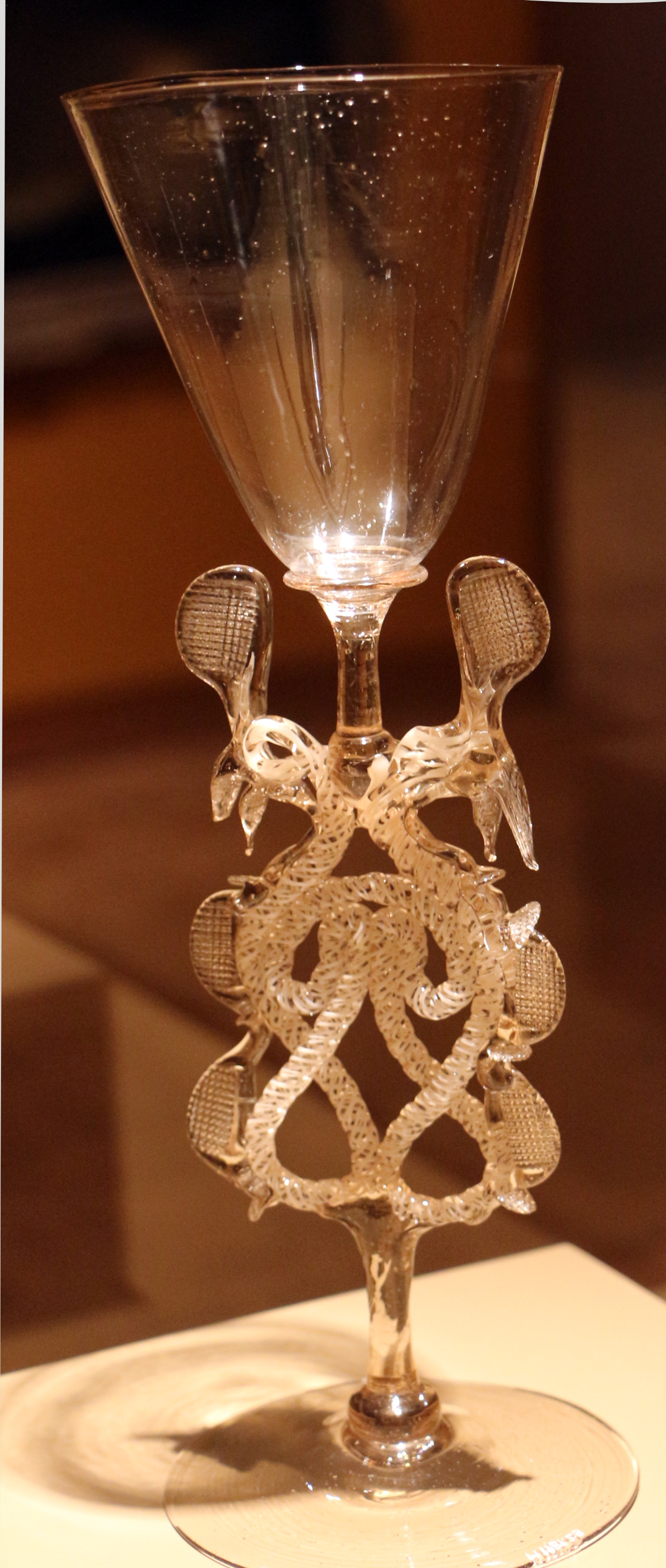
Кубок с фигурной ножкой
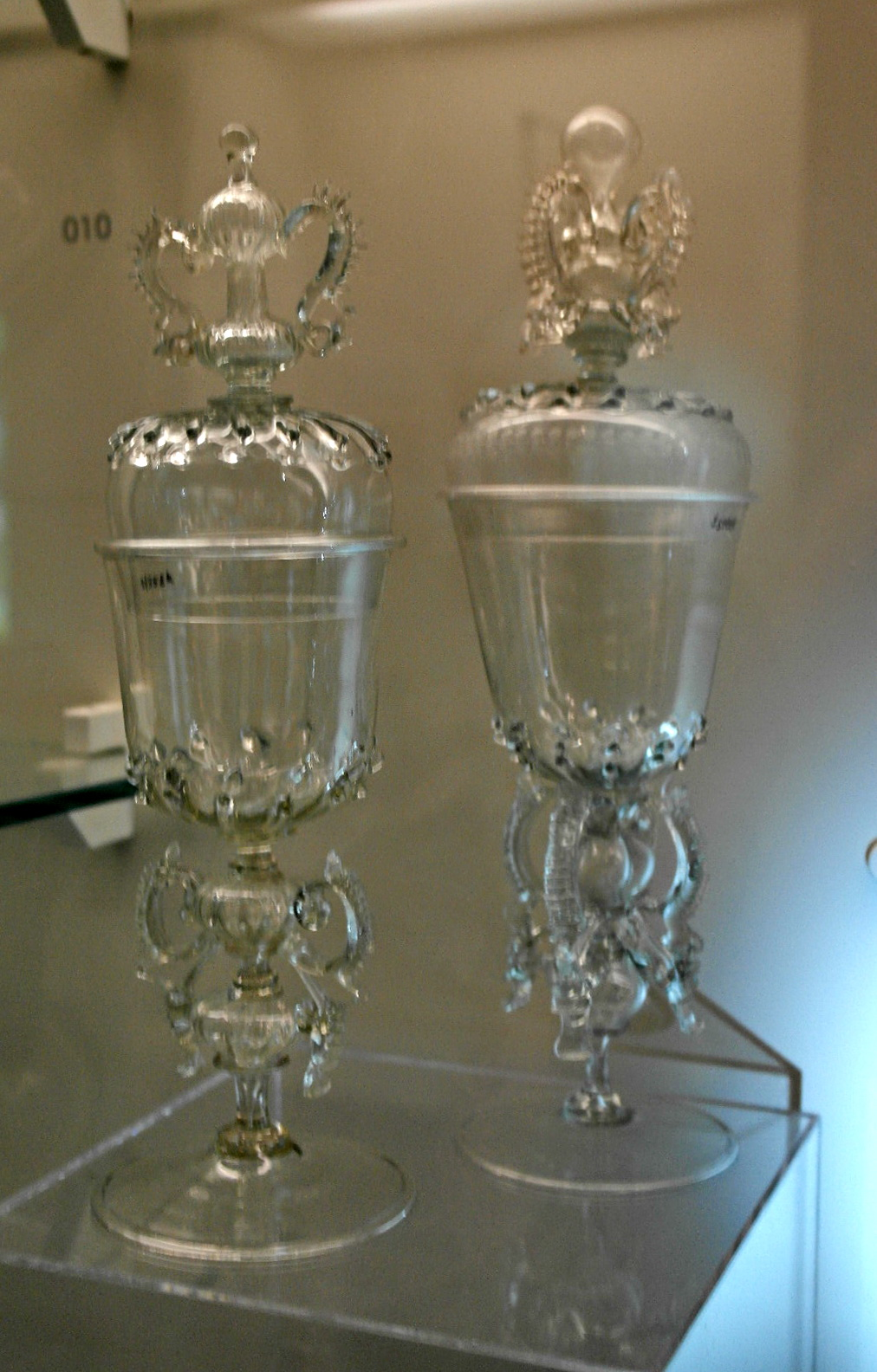
Два кубка. XVII в.
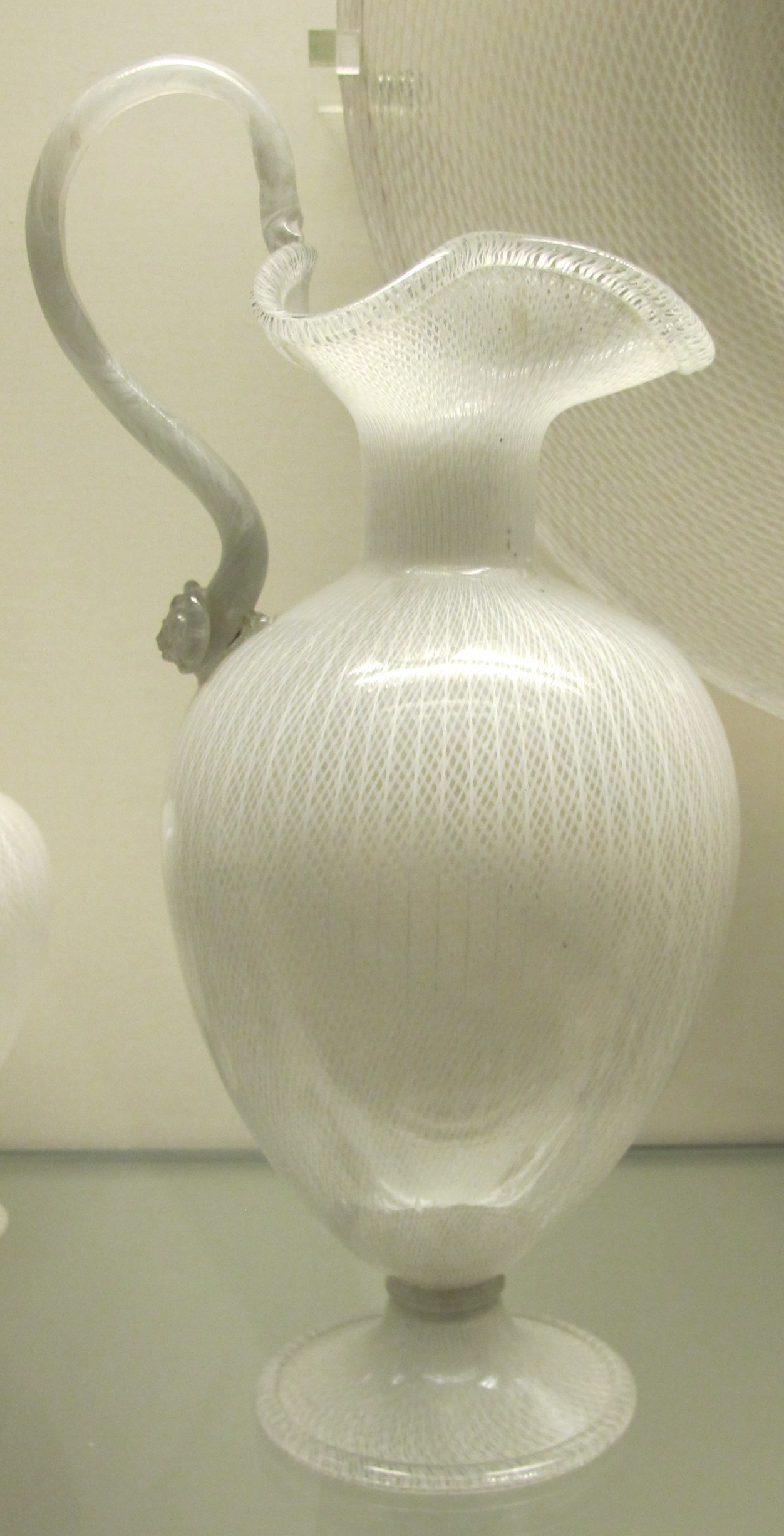
Кувшин. Молочная вить
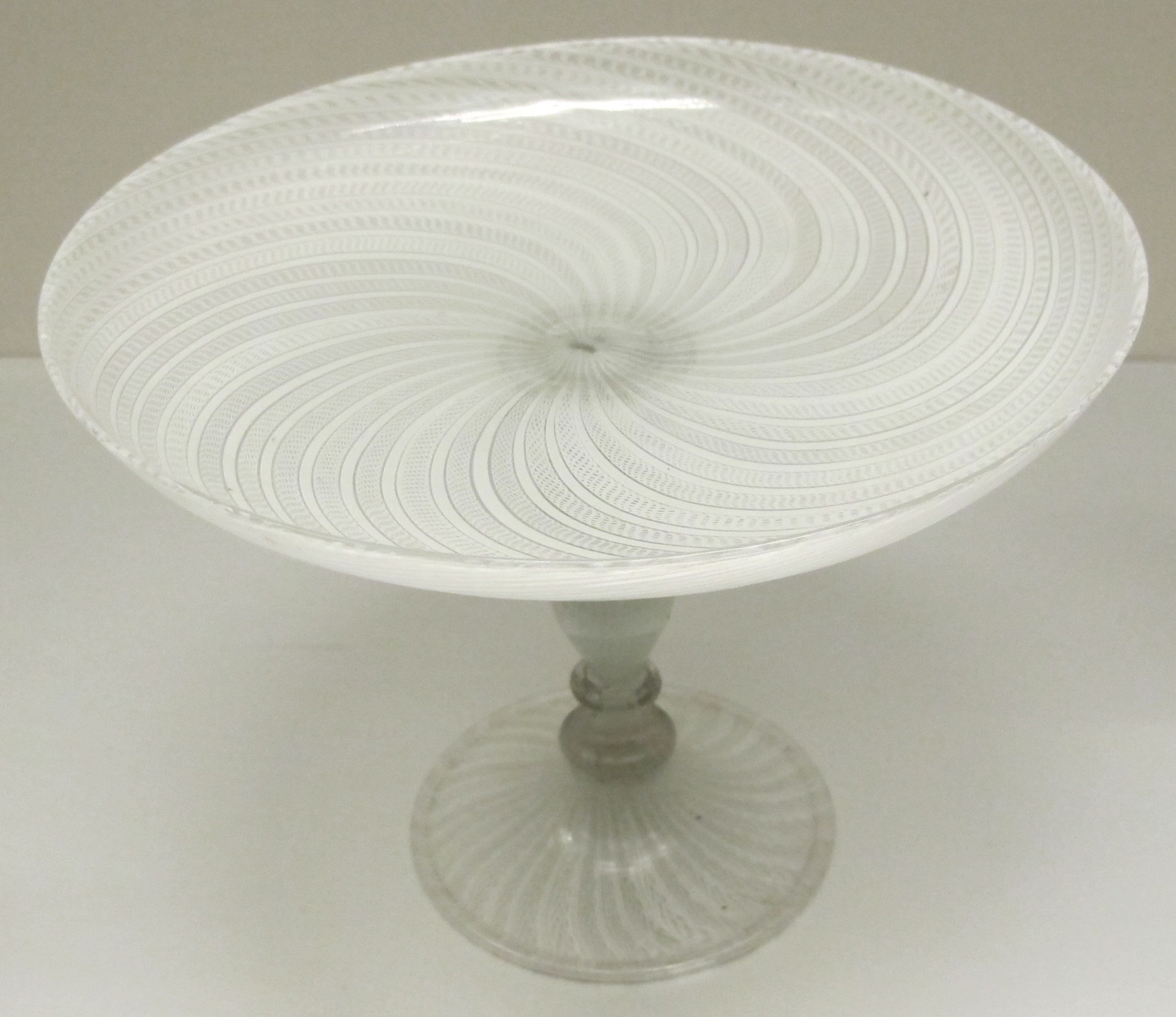
Чаша на ножке. XVI—XVII в.
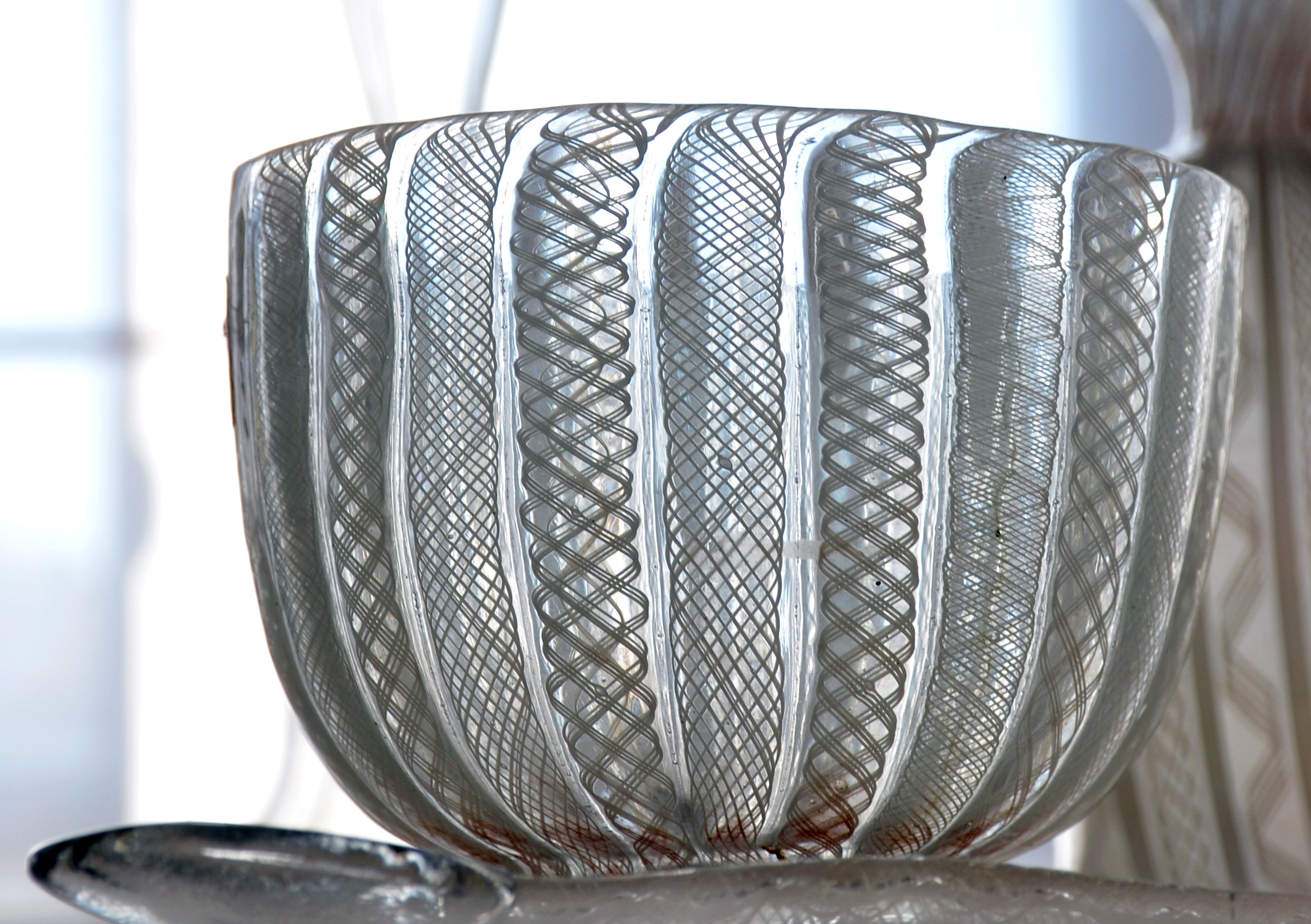
Чаша. Стеклянная вить
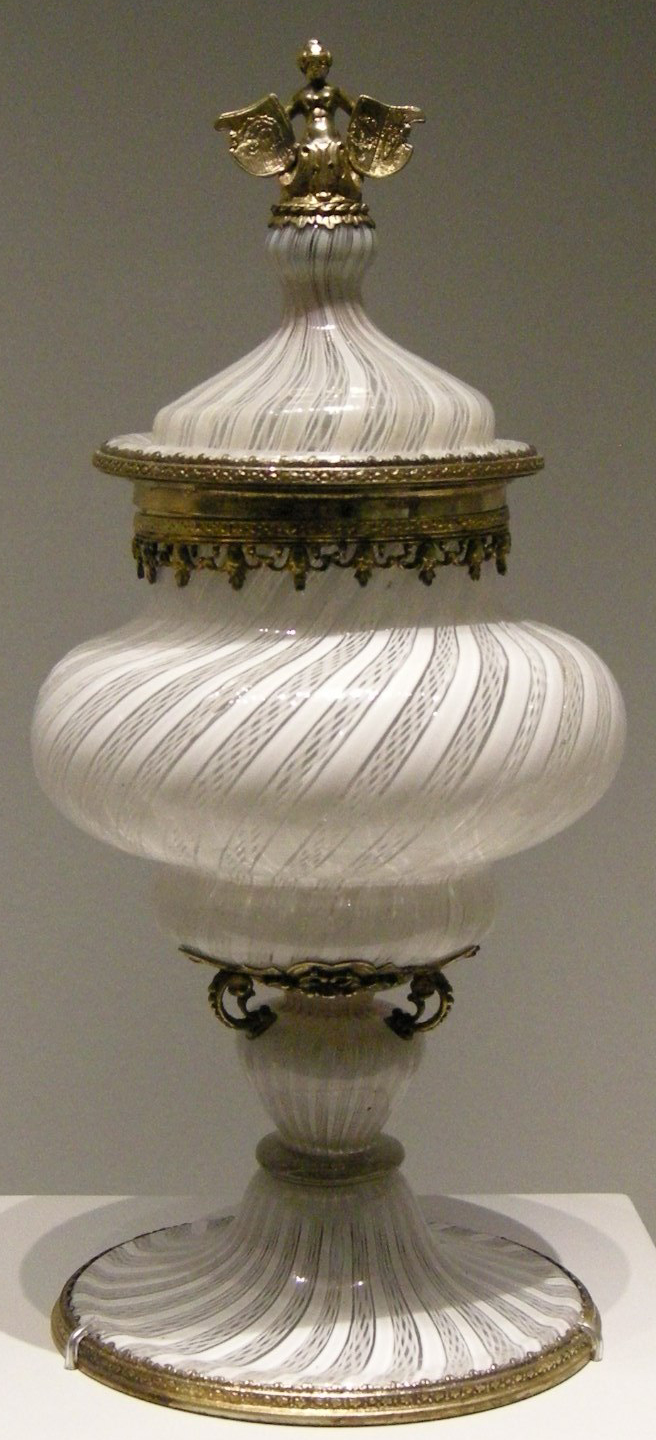
Чаша с молочными нитями
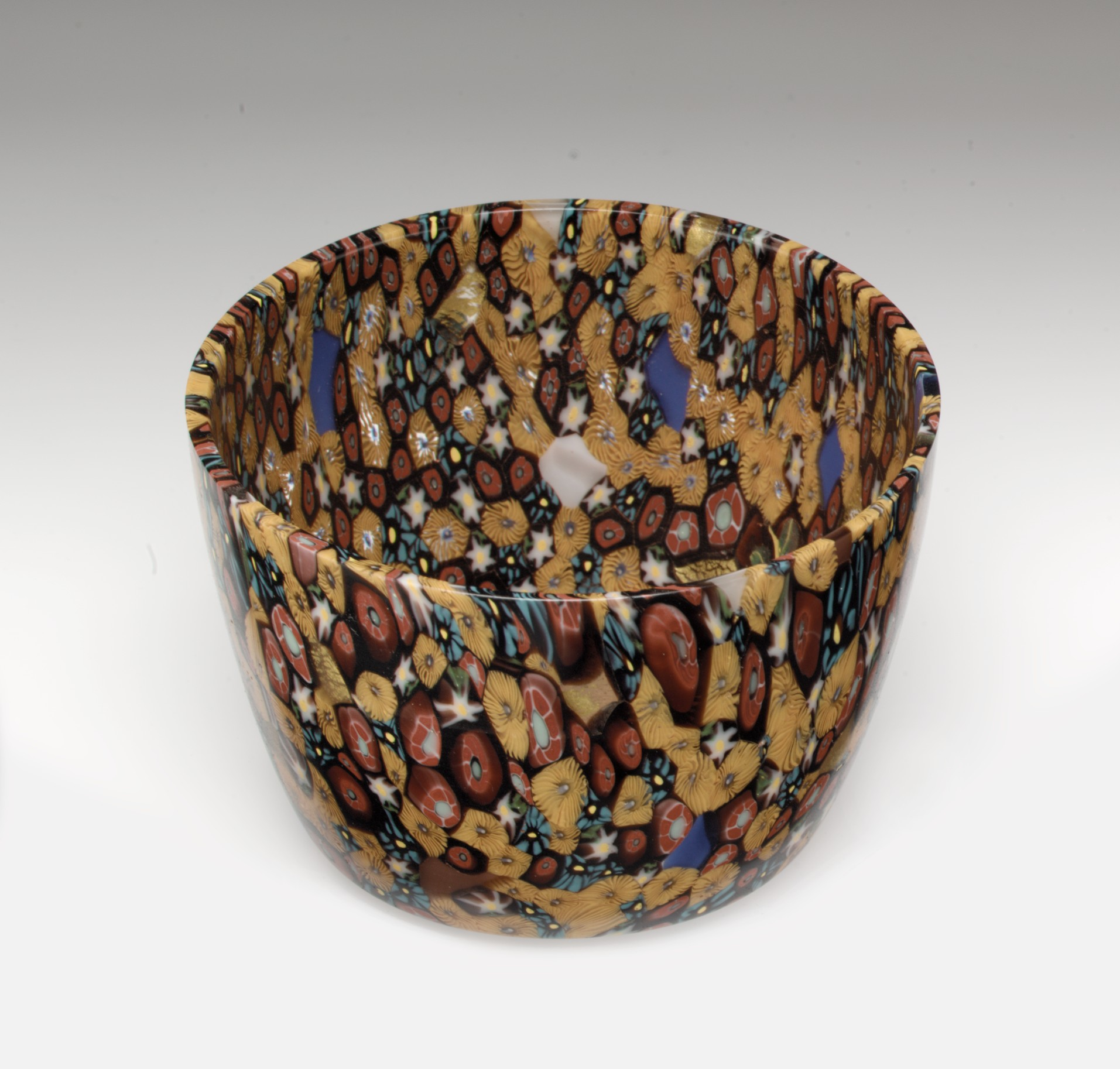
Муррина. Ок. 1870

## Новая история

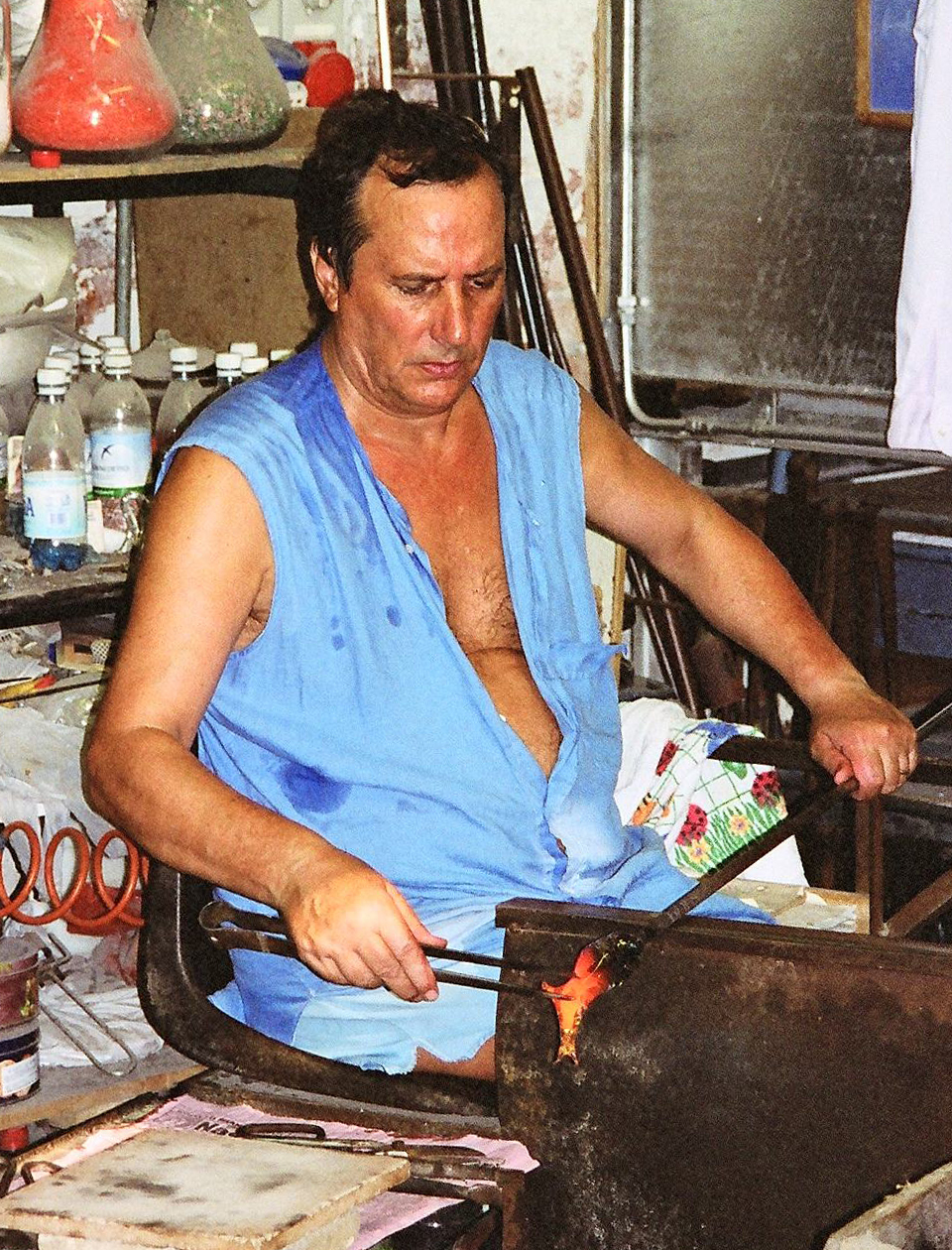
Муранский стеклодел

В XVIII веке Венецию оккупировали французские войска, стекольные мастерские закрывались. Многие мастера покидали страну, а старинные технологии утрачивались.
Возрождение стеклянного производства происходило в середине XIX века. Одним из энтузиастов стеклоделия был Антонио Сальвиати, адвокат из Виченцы. В 1860 году на острове Мурано им была открыта фабрика с целью изготовления мозаичных смальт для украшения церквей и монументальных зданий. Со временем фабрика «Salviati & Co.» сделалась известной всей Европе. Сальвиати выпускал изделия в подражание античным и ренессансным, а также изобрёл особое «смальтовое стекло» (нем. Schmelzglas), воспроизводящее текстуру полудрагоценных цветных камней. С тех пор интерес к венецианскому стеклу уже не ослабевал, и оно неизменно пользуется популярностью во всём мире.
Для фирмы Сальвиати работали потомки знаменитой семьи мастеров Баровьери: Джованни Баровье (1839—1908), его брат Антонио (1822—1896), сыновья Антонио: Бенедетто (1857—1930) и Бенвенуто (1855—1932), организовавшие впоследствии собственное предприятие.
В 1861 году на острове был открыт Музей муранского стекла, в котором хранится коллекция наиболее выдающихся стеклянных изделий с XV по XX век.

## Современность
В настоящее время на острове существует множество предприятий, производящих муранское стекло. Наиболее известные среди них — Barovier & Toso, Ferro, Moretti, Pauli, Seguso, Venini. Некоторые из них (Barovier & Toso, Seguso) — династии потомственных стеклодувов, история которых восходит к XIII—XIV векам.
Поскольку муранское стекло нередко подделывается, в 1994 году ассоциация производителей стекла Promovetro создала и официально закрепила товарный знак Vetro Artistico Murano, защищающий подлинные изделия. Производители призывают покупателей обращать внимание на наличие этого знака на стеклянных изделиях и приобретать их только в магазинах, торгующих настоящим муранским стеклом.
Наиболее известными разновидностями венецианского стекла являются следующие:

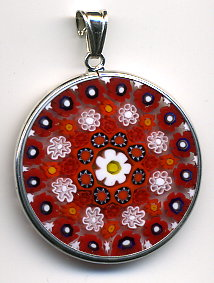
Подвеска в технике миллефиори

- цветное стекло, для производства которого используются окиси цветных металлов: окись железа даёт зелёный цвет, кобальт — синий, и т. д.[5];
- прозрачное бесцветное стекло;
- эмалированное и позолочённое стекло;
- филигранное стекло, то есть бесцветное стекло, внутрь которого включены стеклянные нити (чаще всего белого цвета)[5];
- молочное стекло: непрозрачное, молочного оттенка, полученное путём добавления в стеклянную массу окиси олова;
- агатовое стекло, имитирующее узоры агата;
- авантюриновое стекло, изобретённое муранскими мастерами в XVII веке: добавление меди в стеклянную массу позволяло получить эффект множества сверкающих точек[5];
- мозаичное стекло, в том числе миллефиори (итал. millefiori — «тысяча цветов»), выглядящее как пёстрое поле, состоящее из отдельных звёздочек, цветочков, розеток;
- кракелированное стекло, украшенное сеткой трещин, полученных при мгновенном охлаждении горячего стекла[5].